# Airbus A330 MRTT
Máy bay vận tải tiếp nhiên liệu đa năng Airbus A330 (MRTT) là máy bay tiếp nhiên liệu trên không dựa trên máy bay Airbus A330 Một phiên bản của A330 MRTT,EADS / Northrop Grumman KC-46,đã được đề xuất cho Không Quân Châu Âu và Hoa Kỳ
Máy bay vận tải chở nhiên liệu đa năng Airbus A330 (MRTT) là máy bay tiếp dầu trên không dựa trên máy bay Airbus A330 dân sự. Một phiên bản của A330 MRTT, EADS / Northrop Grumman KC-45, đã được đề xuất cho Không quân Châu Âu. Máy bay A330 MRTT đã được đặt hàng bởi Không quân Hoàng gia Úc (RAAF), Không quân Hoàng gia Saudi (RSAF), Không quân Pháp (Armée de l'Air), Không quân Các Tiểu vương quốc Ả Rập Thống nhất, Cộng hòa Không quân Singapore (RSAF), và khách hàng giấu tên.Tổng cộng có 12 quốc gia đã đặt hàng cho khoảng 60 máy bay,trong đó 33 chiếc đã được giao vào cuối năm 2018.
Tiếp nhiên liệu trên không: Máy bay A330 MRTT có thể mang tới 111 tấn nhiên liệu;đây là công suất cao nhất trong tất cả các máy bay chở nhiên liệu,ngay cả những máy bay có thùng nhiên liệu bổ sung trong khoang chở hàng.Nó có khả năng giảm tải 50.000 kg nhiên liệu cho một loạt các nhiệm vụ kéo dài bốn giờ ở khoảng cách hơn 1.000 hải lý từ điểm cất cánh của nó.
Vận tải: Máy bay A330 MRTT có thể mang trọng tải tối đa lên tới 45 tấn,kết hợp khoang hành khách và tầng dưới:tối đa 300 hành khách; Bố trí cabin MedEvac với 40 cáng cứu thương,20 chỗ cho nhân viên y tế và 100 hành khách;lên đến 37 tấn hàng hóa ở tầng dưới; 27 container LD3 hoặc tám tấm pallet quân sự.